# Jovana Vesović
Jovana Vesović est une joueuse de volley-ball serbe née le 21 juin 1987 à Užice. Elle mesure 1,82 m et joue au poste de réceptionneuse-attaquante. Elle totalise 210 sélections en équipe de Serbie.

## Clubs
| Club                    | De        | À         |
| ----------------------- | --------- | --------- |
| Jedinstvo Uzice         | 2002-2003 | 2006-2007 |
| Postar 064 Belgrade     | 2007-2008 | 2008-2009 |
| VBC Voléro Zurich       | 2009-2010 | 2009-2010 |
| Dinamo Bucarest         | 2010-2011 | 2010-2011 |
| CV 2004 Tomis Constanţa | 2011-2012 | 2011-2012 |
| Severstal Tcherepovets  | 2012-2013 | 2012-2013 |
| Çanakkale Belediye      | 2013-2014 | 2013-2014 |
| Olympiakos Le Pirée     | 2014-2015 | 2014-2015 |
| CS Volei Alba-Blaj      | 2015-2016 | 2015-2016 |
| Telekom Bakou           | 2016-2017 | 2016-2017 |
| River Volley            | 2017-2018 | 2017-2018 |
| Manisa BBSK             | jan 2018  | mai 2018  |
| Anakent Spor Kulübü     | jan 2019  | mai 2019  |
| MKS Kalisz              | 2019-2020 | …         |

## Palmarès

### Équipe nationale
- Championnat d'Europe
  - Vainqueur : 2011.
- Championnat du monde des moins de 20 ans
  - Finaliste : 2005.

### Clubs
- Championnat de Serbie
  - Vainqueur : 2005, 2008, 2009.
- Coupe de Serbie
  - Vainqueur : 2008, 2009.
- Championnat de Suisse
  - Vainqueur: 2010.
- Coupe de Suisse
  - Vainqueur: 2010.
- Championnat de Roumanie
  - Vainqueur : 2012, 2016.
- Coupe de Grèce
  - Vainqueur : 2015.

### Distinctions individuelles
- Championnat du monde de volley-ball féminin des moins de 20 ans 2005: MVP.